# Нижний Герзель
Нижний-Герзель (чечен. Гезал-Ойла) — бывшее село в Гудермесском районе Чеченской Республики. В настоящее время является частью села Герзель-Аул.

## Географическое положение
Располагалось на левом берегу реки Аксай, к юго-востоку от районного центра города Гудермес.
Ближайшие населённые пункты: на северо-западе — Энгель-Юрт и Кади-Юрт, на северо-востоке — Борагангечув, на юго-востоке — Нурадилово и Хамавюрт (Дагестан), на юге — Герзель-Аул (Верхний Герзель), на юго-западе — Кошкельды.

## История
Основано в 1925 году как посёлок при железнодорожной станции. В 1977 году указом Президиума ВС РСФСР поселок при железнодорожной станции Герзель был переименован в село Нижний Герзель.
По данным на 1990 г. село Нижний Герзель входило в состав Герзель-Аульского сельсовета, в нём проживало 1386 человек.
Точная дата включения в состав села Герзель-Аул не установлена, предположительно это произошло в 1990-е годы.

## Известные уроженцы
В селе родился Лом-Али Мисирбиев Пахруддинович и чеченский писатель Шарип Мовладович Цуруев.